# Königreich Ankole

Flagge des Königreichs Ankole

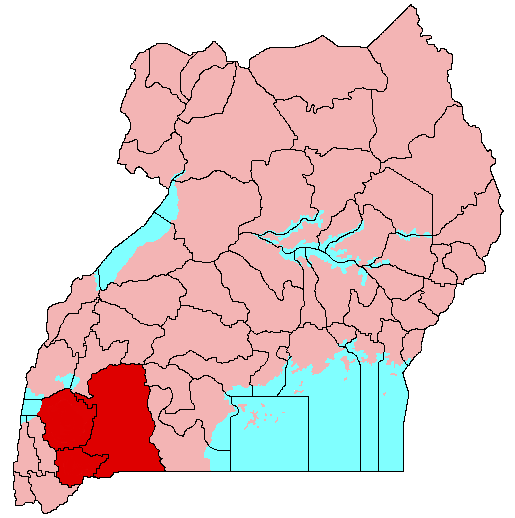
Lage des Königreichs Ankole in Uganda

Das Königreich Ankole, auch Nkole  oder Nkore, war eines der traditionellen Königreiche auf dem Gebiet des heutigen Uganda.
Es lag im Südwesten des Landes östlich des Lake Edward und ist seit der Neuordnung des Landes unter Idi Amin auf die Distrikte Bushenyi, Ntungamo, Mbarara, Kiruhura, Ibanda und Isingiro (früher Teil von Mbarara) aufgeteilt. Das Volk von Ankole heißt Banyankole (Singular: Munyankole) und spricht die Bantusprache Runyankole.

## Geschichte
Ankole wurde im 14./15. Jahrhundert gegründet, als osthamitische Großviehzüchter, die Bahima, das Bantu-Volk der Bairu (Hackbauern) herrschaftlich überlagerten und eine Hierarchie schufen. Oberhaupt von Ankole war der König mit dem Titel Mugabe oder Omomugabe, der neben seiner Mutter und seiner Schwester einen Beraterstab um sich sammelte.
In diesem Überlagerungsprozess übernahmen jedoch nicht die unterlegenen Bairu die Kulturelemente, Lebensweisen und Sprache der herrschenden Bahima, sondern umgekehrt.
Am 25. Oktober 1901 wurde das Königreich Nkole durch die Unterzeichnung des Ankole Agreement in das britische Protektorat Uganda einverleibt. Unter Milton Obote wurde das Königreich 1967 formell aufgelöst.
Obwohl das Königreich, im Gegensatz zu anderen wie Buganda, nicht wieder errichtet worden ist, wurde 1993 Omugabe John Patrick Barigye, der Sohn des letzten Königs aus der Dynastie der Bahinda, als Ntare VI. zum König gekrönt.